# Аматерасу
Аматерасу (јап. Amaterasu-ōmikami; богиња која светли на небесима) је, у јапанској митологији, највећи бог. Она представља Сунце. Њен брат, бог Сусаноо, био је зао према њој.Једном се толико наљутила на њега да се сакрила иза једног великог камена. Тада је на целом свету настао мрак. Други богови потом планираше како да поврате светлост. Одржаше они онда велику светковину испред камена где се Аматерасу крила. И она их упита шта се дешава, а један бог јој одговори да се нова велика богиња појавила и да славе у њено име. Тада, она помери камен да би видела шта се дешава, а један од богова извуче је скроз и на свет опет дође светлост.
Главно место њеног обожавања јесте Велико светилиште Исе, које представља најважније шинто светилиште.